# Ян Крошлак
Ян Крошлак (словац. Ján Krošlák; нар. 17 жовтня 1974) — колишній словацький тенісист.
Найвищу одиночну позицію світового рейтингу — 53 місце досяг 13 вересня 1999, парну — 215 місце — 23 червня 1997 року.
Здобув 2 одиночні титули.
Найвищим досягненням на турнірах Великого шолома було 3 коло в одиночному розряді.

## Фінали турнірів ATP за кар'єру

### Одиночний розряд: 3 (2–1)
| Легенда                         |
| ------------------------------- |
| Турніри Великого шлема (0–0)    |
| Фінали Світового туру ATP (0–0) |
| Серія Мастерс ATP (0–0)         |
| Серія турнірів ATP (0–0)        |
| Світова серія ATP (2–1)         |

| Фінали за покриттям |
| ------------------- |
| Тверде (1–0)        |
| Ґрунт (0–0)         |
| Трава (0–0)         |
| Килим (1–1)         |

| Фінали за типом корту |
| --------------------- |
| Відкритий корт (1–0)  |
| Закритий корт (1–1)   |

| Результат | В-П | Дата     | Турнір             | Рівень        | Покриття | Суперник         | Рахунок       |
| --------- | --- | -------- | ------------------ | ------------- | -------- | ---------------- | ------------- |
| Перемога  | 1–0 | Жов 1995 | Тель-Авів, Ізраїль | Гран-прі      | Тверде   | Хав'єр Санчес    | 6–4, 6–2      |
| Перемога  | 2–0 | Лют 1997 | Шанхай, КНР        | Світова серія | Килим    | Олександр Волков | 6–2, 7–6(7–2) |
| Поразка   | 2–1 | Жов 1998 | Острава, Чехія     | Світова серія | Килим    | Андре Агассі     | 2–6, 6–3, 3–6 |

### Парний розряд: 1 (1 поразка)
| Легенда                         |
| ------------------------------- |
| Турніри Великого шлема (0–0)    |
| Фінали Світового туру ATP (0–0) |
| Серія Мастерс ATP (0–0)         |
| Серія турнірів ATP (0–0)        |
| Світова серія ATP (0–1)         |

| Фінали за покриттям |
| ------------------- |
| Тверде (0–0)        |
| Ґрунт (0–0)         |
| Трава (0–0)         |
| Килим (0–1)         |

| Фінали за типом корту |
| --------------------- |
| Відкритий корт (0–0)  |
| Закритий корт (0–1)   |

| Результат | В-П | Дата     | Турнір         | Рівень        | Покриття | Partnet       | Суперники              | Рахунок  |
| --------- | --- | -------- | -------------- | ------------- | -------- | ------------- | ---------------------- | -------- |
| Поразка   | 0–1 | Жов 1996 | Острава, Чехія | Світова серія | Килим    | Кароль Кучера | Сендон Столл Цирил Сук | 6–7, 3–6 |

## Фінали ATP Челленджер і ITF Ф'ючерс

### Одиночний розряд: 6 (2–4)
| Легенда              |
| -------------------- |
| ATP Челленджер (2–3) |
| ITF Ф'ючерс (0–1)    |

| Фінали за покриттям |
| ------------------- |
| Тверде (0–2)        |
| Ґрунт (0–2)         |
| Трава (1–0)         |
| Килим (1–0)         |

| Результат | В-П | Дата     | Турнір                    | Рівень     | Покриття | Суперник       | Рахунок       |
| --------- | --- | -------- | ------------------------- | ---------- | -------- | -------------- | ------------- |
| Перемога  | 1–0 | Гру 1994 | Перт, Австралія           | Челленджер | Трава    | Кент Кіннієр   | 6–1, 6–2      |
| Перемога  | 2–0 | Лют 1995 | Гамбюрен, Німеччина       | Челленджер | Килим    | Кріс Вілкінсон | 7–6, 6–3      |
| Поразка   | 2–1 | Тра 1995 | Сліма, Мальта             | Челленджер | Тверде   | Адріан Войня   | 3–6, 4–6      |
| Поразка   | 2–2 | Лис 1996 | Порторож, Словенія        | Челленджер | Тверде   | Джанлука Поцці | 6–7, 7–6, 2–6 |
| Поразка   | 2–3 | Тра 1998 | Київ, Україна             | Челленджер | Ґрунт    | Ненад Зімоньїч | 3–6, 3–6      |
| Поразка   | 2–4 | Сер 2007 | Словаччина F3, Братислава | Ф'ючерс    | Ґрунт    | Філіп Полашек  | 4–6, 1–6      |

### Парний розряд: 2 (1–1)
| Легенда              |
| -------------------- |
| ATP Челленджер (0–0) |
| ITF Ф'ючерс (1–1)    |

| Фінали за покриттям |
| ------------------- |
| Тверде (0–1)        |
| Ґрунт (1–0)         |
| Трава (0–0)         |
| Килим (0–0)         |

| Результат | В-П | Дата     | Турнір                    | Рівень  | Покриття | Партнер         | Суперники                     | Рахунок                 |
| --------- | --- | -------- | ------------------------- | ------- | -------- | --------------- | ----------------------------- | ----------------------- |
| Перемога  | 1–0 | Лип 2002 | Словаччина F1, Братислава | Ф'ючерс | Ґрунт    | Браніслав Секач | Борис Боргула Іво Клець       | 6–1, 6–7(2–7), 7–6(7–4) |
| Поразка   | 1–1 | Вер 2003 | Ямайка F7, Монтего-Бей    | Ф'ючерс | Тверде   | Давід Себок     | Ендрю Карлсон Тревор Спраклін | 1–6, 4–6                |

## Часовий графік результатів
| W | Ф | ПФ | ЧФ | #Р | КТ | К# | DNQ | A | NH |

### Одиночний розряд
| Турніри Великого шлему                 |     |     |              |              |              |     |     |     |        |       |     |
| Відкритий чемпіонат Австралії з тенісу | 2р  |     | 2р           | 1р           | 3р           | 2р  | К3р | К1р | 0 / 5  | 5–5   | 50% |
| Відкритий чемпіонат Франції з тенісу   | К2р | 1р  | 1р           |              | 1р           |     |     |     | 0 / 3  | 0–3   | 0%  |
| Вімблдонський турнір                   | 1р  | 3р  | 1р           | К1р          | 1р           |     | К2р | К1р | 0 / 4  | 2–4   | 33% |
| Відкритий чемпіонат США з тенісу       | К1р | 2р  | 2р           |              | 3р           | К3р | К1р |     | 0 / 3  | 4–3   | 57% |
| В-П                                    | 1–2 | 3–3 | 2–4          | 0–1          | 4–4          | 1–1 | 0–0 | 0–0 | 0 / 15 | 11–15 | 42% |
| Виступи за країну                      |     |     |              |              |              |     |     |     |        |       |     |
| Літні Олімпійські ігри                 | NH  | 1р  | Не проводили | Не проводили | Не проводили |     | NH  | NH  | 0 / 1  | 0–1   | 0%  |
| Тур ATP Мастерс 1000                   |     |     |              |              |              |     |     |     |        |       |     |
| Індіан-Веллс                           |     | К1р |              |              |              | 1р  |     |     | 0 / 1  | 0–1   | 0%  |
| Відкритий чемпіонат Маямі з тенісу     |     | 1р  |              |              | 3р           | К1р |     |     | 0 / 2  | 2–2   | 50% |
| Монте-Карло                            |     |     | К1р          |              |              |     |     |     | 0 / 0  | 0–0   | –   |
| Гамбург                                |     |     |              |              | 1р           |     |     |     | 0 / 1  | 0–1   | 0%  |
| Рим                                    |     |     |              |              | К1р          |     |     |     | 0 / 0  | 0–0   | –   |
| Мастерс Канада                         |     |     |              |              | 1р           |     |     |     | 0 / 1  | 0–1   | 0%  |
| Мастерс Цинциннаті                     |     | К3р |              |              | 1р           | К1р |     |     | 0 / 1  | 0–1   | 0%  |
| Париж                                  |     | К3р | К1р          | 1р           | К1р          |     |     |     | 0 / 1  | 0–1   | 0%  |
| В-П                                    | 0–0 | 0–1 | 0–0          | 0–1          | 2–4          | 0–1 | 0–0 | 0–0 | 0 / 7  | 2–7   | 22% |